# Bacares
Bacares este o municipalitate din provincia Almería, Andaluzia, Spania, cu o populație de 295 de locuitori.